# Towé
Towé è un arrondissement del Benin situato nella città di Pobè (dipartimento dell'Altopiano) con 13.282 abitanti (dato 2006).